# 이노시톨
생화학적 이노시톨(영어: inositol) 또는 자연계에서의 사이클로헥세인-1,2,3,4,5,6-헥스올(영어: cis-1,2,3,5-trans-4,6-cyclohexanehexol) 혹은 미오-이노시톨(영어: myo-inositol)은 사이클로헥세인의 수소원자중 한탄소에 한개씩 하이드록시기로 치환된 알코올이다. 육탄당과 이성질체관계이나 단당류에는 속하지 않는다. 단맛은 설탕의 절반이다. 입체 이성질체는 9개이다. 자연계에서 가장 흔한 것은 cis-1,2,3,5-trans-4,6-cyclohexanehexol 또는 myo-inositol이다.

## 같이 보기
- 당뇨병
  - 제1형 당뇨병(T1DM)
  - 제2형 당뇨병(T2DM)
    - 인슐린 저항성(IR)
    - 인슐린 분해효소(en:Insulin-degrading enzyme, IDE)
    - 아연
    - 아연 효소(zinc enzyme)
    - 아연 대사(zinc metabolism)
- 피트산(en:Phytic acid, IP6)
- 카이로이노시톨
  - D-카이로이노시톨(영어판)
  - L-카이로이노시톨(영어판)